# Pinceaux d’Haidinger
 (avril 2021).
La mise en forme du texte ne suit pas les recommandations de Wikipédia : il faut le « wikifier ».
Les points d'amélioration suivants sont les cas les plus fréquents :
- Les titres sont pré-formatés par le logiciel. Ils ne sont ni en capitales, ni en gras.
- Le texte ne doit pas être écrit en capitales (les noms de famille non plus), ni en gras, ni en italique, ni en « petit »…
- Le gras n'est utilisé que pour surligner le titre de l'article dans l'introduction, une seule fois.
- L'italique est rarement utilisé : mots en langue étrangère, titres d'œuvres, noms de bateaux, etc.
- Les citations ne sont pas en italique mais en corps de texte normal. Elles sont entourées par des guillemets français : « et ».
- Les listes à puces sont à éviter, des paragraphes rédigés étant largement préférés. Les tableaux sont à réserver à la présentation de données structurées (résultats, etc.).
- Les appels de note de bas de page (petits chiffres en exposant, introduits par l'outil «  Source ») sont à placer entre la fin de phrase et le point final[comme ça].
- Les liens internes (vers d'autres articles de Wikipédia) sont à choisir avec parcimonie. Créez des liens vers des articles approfondissant le sujet. Les termes génériques sans rapport avec le sujet sont à éviter, ainsi que les répétitions de liens vers un même terme.
- Les liens externes sont à placer uniquement dans une section « Liens externes », à la fin de l'article. Ces liens sont à choisir avec parcimonie suivant les règles définies. Si un lien sert de source à l'article, son insertion dans le texte est à faire par les notes de bas de page.
- La présentation des références doit suivre les conventions bibliographiques. Il est recommandé d'utiliser les modèles {{Ouvrage}}, {{Chapitre}}, {{Article}}, {{Lien web}} et/ou {{Bibliographie}}. Le mode d'édition visuel peut mettre en forme automatiquement les références.
- Insérer une infobox (cadre d'informations à droite) n'est pas obligatoire pour parachever la mise en page.

Pour une aide détaillée, merci de consulter Aide:Wikification.
Si vous pensez que ces points ont été résolus, vous pouvez retirer ce bandeau et améliorer la mise en forme d'un autre article.

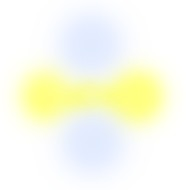
Simulation de l'apparence du pinceau de Haidinger pour une lumière polarisée verticalement. Taille et intensité exagérées pour plus de clarté. L'orientation varie avec celle de la polarisation de la source lumineuse.

Le pinceau de Haidinger, plus connu sous le nom de pinceaux de Haidinger, est une image produite par l'œil, un phénomène entoptique, décrit pour la première fois par le physicien autrichien Wilhelm Karl von Haidinger en 1844. Haidinger l'a vu quand il a regardé à travers divers minéraux qui polarisaient la lumière,.
De nombreuses personnes sont capables de percevoir la polarisation de la lumière. Les pinceaux de Haidinger peuvent être vus comme une barre horizontale jaunâtre ou une forme de nœud papillon (avec des extrémités « floues », d'où le nom de « pinceau ») visible au centre du champ visuel lorsque l'on regarde le ciel bleu face au soleil, ou sur n'importe quel fond clair. Il occupe généralement environ 3 à 5 degrés de vision, environ deux ou trois fois la largeur du pouce tenu à bout de bras. La direction de polarisation de la lumière est perpendiculaire à la barre jaune (c'est-à-dire verticale si la barre est horizontale). Des zones bleuâtres ou violacées plus pâles peuvent être visibles entre les pinceaux jaunes (voir illustration). Le pinceau de Haidinger peut également être vu en regardant une zone blanche sur de nombreux écrans d'ordinateur LCD à écran plat (en raison de l'effet de polarisation de l'écran), auquel cas il est souvent diagonal.

## Causes physiologiques
Le pinceau de Haidinger est généralement attribué au dichroïsme du pigment xanthophylle trouvé dans la macula lutea . Conformément aux lois de Fresnel, le comportement et la distribution des rayons obliques non guidés dans la géométrie cylindrique des cônes fovéaux bleus produisent un dichroïsme extrinsèque. La taille du pinceau correspond à la taille de la macula.
On pense que le dichroïsme de la macula provient du fait que certaines de ses molécules de pigment sont disposées circulairement (la faible proportion de molécules disposées circulairement explique la faiblesse du phénomène). Les pigments xanthophylles ont tendance à être parallèles aux fibres nerveuses visuelles qui (parce que la fovéa n'est pas plate), sont presque orthogonales à la fovéa dans sa partie centrale mais presque parallèles dans sa région externe. En conséquence, deux zones différentes de la fovéa peuvent être sensibles à deux degrés de polarisation différents.

## Voir le pinceau de Haidinger

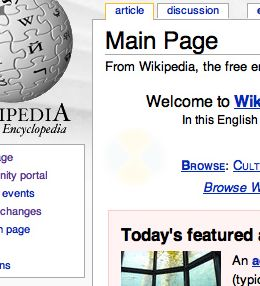
Simulation de l'apparence d'un écran d'ordinateur vu à travers un polariseur, montrant la taille et l'intensité typiques du pinceau de Haidinger

Beaucoup de gens ont du mal à voir le pinceau de Haidinger au départ. Il est très pâle, bien plus que ce qui est généralement indiqué dans les illustrations, et, comme les autres images stabilisées, a tendance à apparaître et à disparaître.
On le voit plus facilement quand on peut le faire bouger. Parce qu'il est toujours positionné sur la macula, il n'y a aucun moyen de le faire bouger latéralement, mais on peut lui faire subir une rotation, soit en regardant une surface blanche à travers un polariseur rotatif soit en inclinant lentement la tête d'un côté puis de l'autre.
Pour voir le pinceau de Haidinger, commencez par utiliser un polariseur, comme le verre d'une paire de lunettes de soleil polarisantes. Fixez une surface uniformément éclairée et sans texture à travers l'objectif et faites pivoter le polariseur.
Une autre option consiste à utiliser le polariseur intégré à l'écran LCD d'un ordinateur. Regardez une zone blanche sur l'écran et inclinez lentement la tête (un moniteur CRT n'a pas de polariseur et ne fonctionnera pas à cette fin à moins qu'un polariseur séparé ne soit utilisé).
Il apparaît avec plus de netteté sur un fond bleu. Avec de la pratique, il est possible de le voir dans la lumière naturellement polarisée d'un ciel bleu. Minnaert a recommandé de s'entraîner d'abord avec un polariseur, puis d'essayer sans. Les zones du ciel avec la polarisation la plus forte sont celles à 90 degrés du soleil. Minnaert a déclaré qu'après une minute à regarder le ciel, « une sorte d'effet de marbre apparaîtra. Ceci est suivi peu après par le pinceau de Haidinger ». Il a fait remarquer que tous les observateurs ne le voyaient pas de la même manière. Certains voient le motif jaune comme uni et le motif bleu comme interrompu, comme dans les illustrations de cette page. Certains voient le bleu comme uni et le jaune comme interrompu, et certains le voient alterner entre les deux états.

## Utilisation
Le fait que la sensation du pinceau de Haidinger corresponde au champ visuel de la macula signifie qu'il peut être utilisé pour entraîner les gens à regarder des objets avec leur macula. Les personnes atteintes de certains types de strabisme peuvent développer une adaptation telle qu'elles fixent l'objet d'attention non pas avec leur fovéa (au centre de la macula) mais avec une région excentrique de la rétine. Cette adaptation est connue sous le nom de fixation excentrique. Pour aider à entraîner une personne à regarder un objet avec sa fovéa plutôt que sa zone rétinienne excentrique, un appareil d'entraînement peut être utilisé. Un tel appareil utilise une plaque polarisée rotative rétroéclairée par une lumière blanche brillante. Portant des lunettes bleues (pour améliorer l'image du pinceau de Haidinger) et un obturateur sur l'autre œil, l'utilisateur remarquera, on l'espère, le pinceau de Haidinger où sa macula est en corrélation avec son champ visuel. Le but de l'exercice est que l'utilisateur apprenne à regarder l'objet cible de telle sorte que le pinceau de Haidinger chevauche l'objet cible (et le spectateur le regarde donc maintenant avec sa fovéa). La raison d'un tel entraînement est que la fovéa saine est beaucoup plus puissante dans son pouvoir de résolution que toute autre partie de la rétine. Un autre procédé de diagnostic qui utilise les propriétés biréfringentes du tissu rétinien est le balayage de la biréfringence rétinienne, qui peut être utilisé en cas d'amblyopie sévère ou lorsque le spécialiste manque de coopération du patient.

## Voir également
- Corps flottants du vitré
- Frange de Haidinger
- Caisson d'isolation sensorielle
- Cinéma du prisonnier